# باري كيوغان
باري كيوغان (بالإنجليزية: Barry Keoghan)‏ هو ممثل أيرلندي ولد يوم 18 أكتوبر 1992 في مدينة دبلن عاصمة أيرلندا. بدأ التمثيل في سنة 2011، مثّل في فيلم Trespass Against Us ومسلسل Love/Hate وفيلم مقتل الغزال المقدس ودنكرك.

## روابط خارجية
- باري كيوغان على موقع IMDb (الإنجليزية)
- باري كيوغان على موقع ميتاكريتيك (الإنجليزية)
- باري كيوغان على موقع روتن توميتوز (الإنجليزية)
- باري كيوغان على موقع ألو سيني (الفرنسية)
- باري كيوغان على موقع قاعدة بيانات الأفلام السويدية (السويدية)
- باري كيوغان على موقع قاعدة بيانات الفيلم (الإنجليزية)